# 王聚
王聚，山西蒲州人，明朝政治人物。舉人出身。

## 生平
永樂九年，辛卯科山西鄉試中舉，后任漢中府同知。开宴会求属吏保奏为知府。事发，明宣宗连同属吏一起问罪。自后，部民奏留，率下所司核实。